# Christopher Schindler
Christopher Wolfgang Georg August Schindler (* 29. April 1990 in München) ist ein deutscher Fußballspieler. Seit seinem neunten Lebensjahr spielte der Verteidiger 17 Jahre lang für den TSV 1860 München. Von 2016 an war er für fünf Jahre für den englischen Club Huddersfield Town aktiv, mit dem er 2017 in die Premier League aufstieg. Zuletzt spielte er für den 1. FC Nürnberg.

## Laufbahn

### Jugend und Anfänge im Profifußball
Nachdem er beim Münchner Stadtteilverein FC Perlach mit dem Fußballspielen begonnen hatte, wechselte Schindler 1999 nach Giesing zum TSV 1860 München. Bei den Sechzgern durchlief er das Nachwuchsleistungszentrum und rückte im Sommer 2009 in den Kader der zweiten Mannschaft in der Regionalliga Süd auf. Sein erstes Spiel für die U23 bestritt er am 5. September 2009, als er beim Spiel in Weiden eingewechselt wurde. In seiner ersten Spielzeit im Erwachsenenbereich kam er auf 20 Einsätze, dabei schoss er ein Tor. Im Sommer 2010 wurde er von Trainer Reiner Maurer ins Aufgebot der ersten Mannschaft in der 2. Bundesliga berufen. Vor Saisonbeginn wurde er in mehreren Testspielen eingesetzt, Pflichtspiele bestritt er aber vorerst weiter nur für die U23 in der Regionalliga.
Zum Heimspiel gegen Union Berlin am 3. Oktober 2010 wurde er erstmals in den 18-Mann-Kader der Profimannschaft berufen, nachdem Mate Ghwinianidse verletzungsbedingt ausgefallen war. Er gab in diesem Spiel sein Debüt im Profifußball, als er in der Schlussphase für Aleksandar Ignjovski eingewechselt wurde. Im November 2010 wurde Schindler zu einem Sichtungslehrgang der deutschen U21 eingeladen. Am 17. November bestritt er beim Testspiel der U21 gegen die zweite Mannschaft von Eintracht Frankfurt sein erstes Spiel im Dress des DFB. Am 19. Dezember stand Schindler beim Spiel gegen den SC Paderborn erstmals in der Startaufstellung.

### Etablierung beim TSV 1860 München

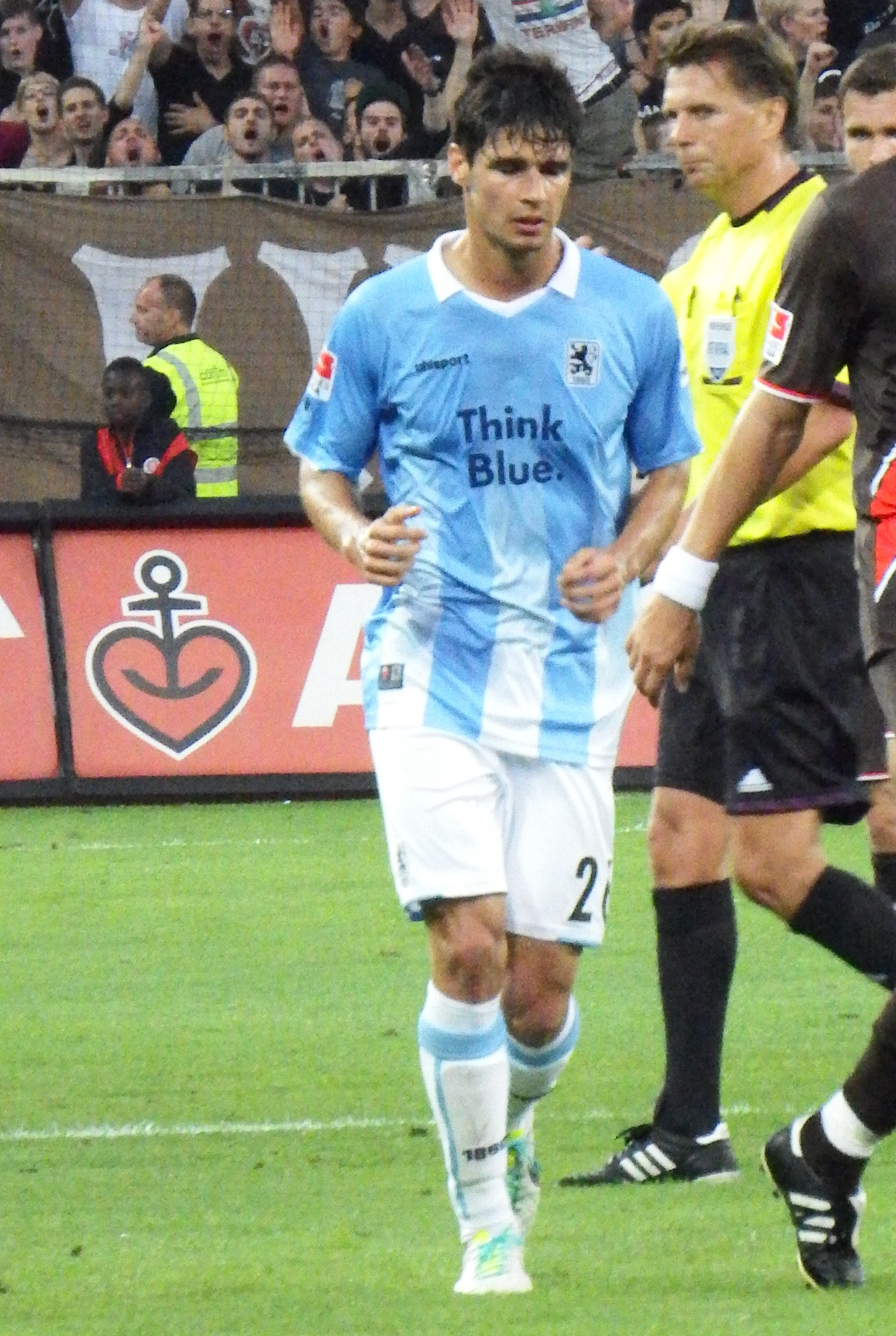
Schindler im Trikot des TSV 1860 München (2013)

Im Januar 2011 unterschrieb er bei 1860 München einen Profivertrag bis Sommer 2012. Am 25. März gab er sein Debüt in der Nationalmannschaft, als er beim Spiel der deutschen U21 gegen die Niederlande in der Nachspielzeit eingewechselt wurde. Vier Tage später wurde er beim Spiel gegen Italien erneut eingewechselt. Am 13. März bestritt er in Bielefeld sein erstes Zweitligaspiel über die volle Länge und schoss in diesem Spiel auch sein erstes Tor. In der gesamten Spielzeit war er insgesamt 16 Mal für die Profis zum Einsatz gekommen, zwölfmal war er für die U23 aufgelaufen.
Im September 2011 verlängerte er seinen Vertrag mit den Münchner Löwen bis 2014. Bis zur Winterpause der Spielzeit 2011/12 spielte er 17 Mal in der Innenverteidigung. Auch nach der Winterpause war er Stammspieler in der Defensive. Dabei kam er aber nicht nur in der Innenverteidigung zum Einsatz, er wurde auch auf der linken Außenverteidigerposition und im defensiven Mittelfeld eingesetzt. In der folgenden Spielzeit gehörte Schindler in allen 34 Saisonspielen zum Kader, eingesetzt wurde er aber nur 18 Mal, zumeist als Einwechselspieler. Zusätzlich spielte er siebenmal für die zweite Mannschaft, die nun als nominelle U21 in der neuen Regionalliga Bayern antrat.
In der Spielzeit 2014/15 wurde Schindler, der inzwischen zum Stamm der Mannschaft zählte, am dritten Spieltag zum Kapitän ernannt, nachdem sein Vorgänger Julian Weigl aus disziplinarischen Gründen in die U21 versetzt worden war und in der darauffolgenden Saison zum Erstligisten Borussia Dortmund wechselte. Die erste Saison mit Schindler als Kapitän beendeten die Münchner nach 34 Spieltagen auf dem 16. Tabellenplatz. Anschließend konnten sie sich in den zwei Relegationsspielen um den Klassenerhalt nur knapp gegen Holstein Kiel durchsetzen. Auch in der Folgesaison war der Verein fest in den Abstiegskampf involviert.

### Huddersfield Town
Zur Spielzeit 2016/17 wechselte Schindler nach 17 Jahren beim TSV 1860 München in die EFL Championship zu Huddersfield Town, wo ihm unter dem deutschen Trainer David Wagner schnell die Rolle eines Führungsspielers und schließlich auch die des Mannschaftskapitäns zugeteilt wurde. Mit einer Ablösesumme von rund 2,3 Millionen Euro war es der teuerste Transfer in der Geschichte des englischen Zweitligisten.
Schindler, der im Laufe seiner Profikarriere bis zu diesem Zeitpunkt selbst nicht einen Strafstoß in einem Pflichtspiel ausgeführt hatte, verwandelte am 29. Mai 2017 im Play-off-Finale um den Aufstieg in die Premier League gegen den FC Reading den entscheidenden Elfmeter zum 4:3-Sieg im Elfmeterschießen, durch den Huddersfield nach 45 Jahren die Rückkehr in die höchste Spielklasse gelang. Dort konnte sich die Mannschaft bis zur Saison 2018/19 halten, als sich der erneute Gang in die Zweitklassigkeit mit 16 Punkten aus 38 Spielen nicht verhindern ließ. In der Folge galt der abgestiegene Publikumsliebling, der von den Fans zweimal in Folge zum Huddersfield Player of the Year gewählt wurde, lange als Wunschverpflichtung des derweil von David Wagner trainierten deutschen Erstligisten FC Schalke 04. Der Verein konnte die erforderliche Freigabesumme von etwa 22,5 Millionen Euro allerdings nicht aufbringen. Im Dezember 2020 zog sich Schindler eine schwere Knieverletzung zu, wegen der er ein halbes Jahr pausieren musste. Anschließend kam er zu keinem Einsatz mehr für Huddersfield. Seine Ligabilanz beläuft sich auf insgesamt 74 Premier-League- und 101 Championship-Spiele, in denen er 5 Tore erzielte. Anlässlich des bevorstehenden Abschieds äußerte der Vereinspräsident Phil Hodgkinson, Schindlers Name würde auch in Zukunft immer eng mit der Clubgeschichte verknüpft sein und er werde stets zum Kreis der größten Huddersfield-Spieler zählen.

### Rückkehr nach Deutschland
Seinen bis Sommer 2021 laufenden Vertrag mit Huddersfield verlängerte Schindler nicht und wechselte zur Saison 2021/22 ablösefrei in die 2. Bundesliga zum 1. FC Nürnberg. Noch vor Beginn der Spielzeit wurde er in den fünfköpfigen Mannschaftsrat der Nürnberger gewählt. Auch auf dem Feld fand sich Schindler schnell gut im Trikot der Nürnberger zurecht. Nach einem Einsatz im Pokal konnte er am 3. Spieltag auch sein Ligacomeback geben, bei dem ihm ein Tor gelang. Er war zunächst nur wegen einer Verletzung von Florian Hübner in die Startformation gerückt, doch schon nach drei absolvierten Begegnungen befand sich der Innenverteidiger bereits zweimal in der kicker-Elf des Spieltags und gehörte fortan zum Stammpersonal.
Zur Saison 2022/23 wurde Schindler zum neuen Mannschaftskapitän der Nürnberger gewählt. Nach einer längeren Verletzungspause verließ er den FCN nach der Saison 2023/24.

## Privates
Schindler absolvierte sein Abitur am Städtischen Theodolinden-Gymnasium in München.
Er heiratete im Juni 2015.

## Erfolge
Huddersfield Town
- Aufstieg in die Premier League: 2017

## Auszeichnungen
- Huddersfield Player of the Year (2): 2018, 2019[12]